# Txirrita
José Manuel Lujambio Retegui o Jose Manuel Lujanbio Retegi, més conegut pel sobrenom de «Txirrita», (Hernani, 14 d'agost de 1860 - Altza, 3 de juny de 1936) va ser un bertsolari basc, molt popular al País Basc durant la primera meitat del segle xx.

## Biografia
Va néixer el 1860 al barri d'Ereñozu d'Hernani, encara que de nen es va traslladar a Errenteria on va viure al caseriu Txirrita, pel nom del qual va ser popularment conegut. Amb posterioritat va viure al poble d'Altza. Malgrat ser el primogènit i per això l'hereu del caseriu, va deixar de costat l'agricultura i va ser picapedrer d'ofici, tasca que va compaginar al llarg de la seva vida amb les seves actuacions com a bertsolari.
Txirrita passaria com el prototip del bertsolari de la vella escola. Nascut en el medi rural, amb poca o nul·la formació acadèmica (no va anar a l'escola, però almenys sabia llegir les lletres d'impremta), assidu de les sagardotegis i festes patronals, amb fama de tarambana, solter, gran menjador i bevedor. Era famós també per la seva enorme grandària.
Txirrita va ser un bertsolari de gran enginy, famós per la seva gràcia i humor. No obstant això, també va destacar pels seus versos d'índole social i política, que descriuen a la perfecció el sentir i pensar de les classes populars basques de l'època, així com pels seus al·legats antimilitaristes. Moltes de les seves composicions s'han rescatat de la memòria popular, encara que la majoria s'han conservat gràcies als bertso-paperak. Segons explica el folklorista i biògraf del bertsolari Antonio Zavala, moltes persones viatjaven fins al caseriu de Txirrita per encarregar-li bertsos d'escarni contra algun pretendent infidel, o contra algú que els hagués enganyat en els negocis. Txirrita no sabia escriure i dictava els bertsos al seu nebot i els portava a una impremta per després vendre'ls entre la gent. Aquests bertso-paperak (bertsos en paper), que eren venuts per milers en les fires dels pobles, van significar durant molt temps gairebé l'única literatura coneguda pel poble pla al País Basc.

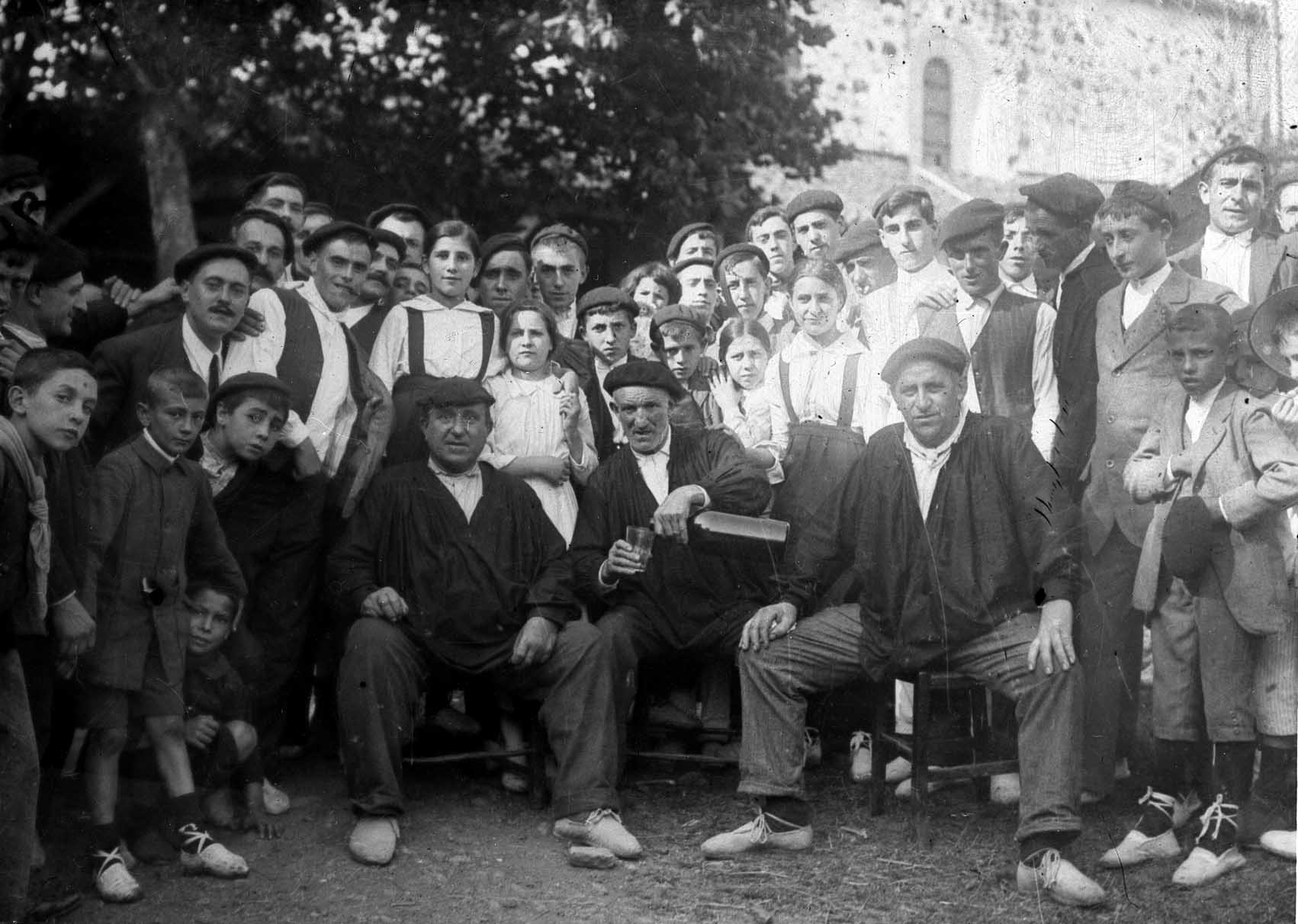
Foto de 1915 a Arrate on apareixen endemés de Txirrita, Olegario i Juan Bautista Urkia Gaztelu

El 1935 va participar en el Primer Campionat de Bertsolaris d'Euskal Herria on va quedar subcampió. A l'any següent, el 1936 va guanyar el II Campionat, que es va convertir en un homenatge al ja veterà bertsolari.
Pocs mesos després, al maig de 1936, va sofrir un atac a les festes de Goizueta (Navarra). Va morir uns dies més tard, el 3 de juny de 1936 en el caseriu Gazteluene d'Altza (actualment un barri de Sant Sebastià) on residia.
Té carrers dedicats a la seva memòria en la seva Hernani natal, al barri donostiarra d'Altza on va residir bona part de la seva vida i a Bilbao. A Hernani porta també el seu nom una escola primària. A Errenteria hi ha un carrer i un polígon industrial anomenats Txirrita-Maleo, el nom del qual prové d'estar situats entre els caserius Txirrita i Maleo, i Txirrita era la casa on va viure el bertsolari i que li va donar el seu sobrenom.

## Alguns versos de Txirrita
Ezagutzen al dezu
Pedro Latze-kua?
Ez gizon altua,
motza ta sendua;
aren semea nazu
onlako trapua
aitak etxian nai ez ta
bialitakua.
(Traducció)
Saps tu qui és
Pedro el de Latze?
No és un home alt,
sinó petit i cepat;
jo sóc el seu fill,
semblant parrac.
El meu pare em va fer fora
perquè no em volia a casa.
Iru errial baiño geiago 
sartutzen dira pezetan
ori aspaldi sartua dago
bai nere kazetan
parranda einda buruko miñak
gero urrengo goizetan
gaur da pazkua, irugarrena
ez naiz izandu mezetan
(Traducció)
Més de tres rals
caben en una pesseta,
això va entrar fa molt temps
en els meus enteniments;
després de la parranda, mal de cap
l'endemà al matí;
avui és pasqua, la tercera,
no he estat en missa.

## Va morir Cánovas
Segons explica una història una miqueta inversemblant, Txirrita va cantar aquests versos davant la vídua d'Antonio Cánovas del Castillo quan casualment, la hi va trobar en una terrassa de Sant Sebastià.
Hil da Cánovas, fuera Cánovas
pikaro gaizki heziya,
galdu zituen gari zelaiak,
gailendu zaio sasiya;
galdu zituen ipar garbiak,
gailendu trumoi nasiya, 
galdu zituen fueruak eta
Jaungoikuaren graziya,
galdu zituen bizi-lekuak,
galdu du bere biziya.
(traducció)
Va morir Cánovas, fora Cánovas
murri mal educat,
va fer malbé els blaters,
li van envair els rostolls;
va perdre el net vent del nord
i li va envair l'inestable tro,
va fer malbé els furs i
la gràcia de Déu,
va fer malbé un lloc on viure,
va perdre la vida.
Hiru reloju, hiruna kate,
hiru mailakin bakoitza,
buruan hiru korona eta
petxuan hiru horratza;
Amoriyua hiru dobletan
tximista bezin zorrotza,
hiru tirokin utzi zizuten
zure senarra hilotza,
hiru ezpatak zulatzen dute
señora, zure bihotza.
(Traducció)
Tres rellotges per a tres cadenes,
amb tres prestatges cadascuna,
en el cap tres corones, i
tres agulles en el cor;
l'amor en tres doblets
tan precís com un raig,
amb tres tirs li van deixar
el seu marit cadàver,
tres espases foraden
senyora, el seu cor.